# Liesbeth Messer-Heijbroek
Liesbeth Messer-Heijbroek (Amsterdam, 25 april 1914 – Breda, 6 november 2007) was een Nederlands beeldhouwster en medailleur.

## Leven en werk
Messer studeerde in haar geboorteplaats aan de Rijksakademie van beeldende kunsten, waar ze les had van onder meer Jan Bronner en Theo van Reijn. Ze huwde in 1940 met de architect Willem Messer. Het paar vestigde zich in Zeeland. Het oorlogsmonument op de algemene begraafplaats in Domburg (1948) was een gezamenlijk ontwerp van het tweetal.

## Werken in de openbare ruimte
- 'Knielende vrouw', monument Tweede Wereldoorlog (1948), Algemene begraafplaats in Domburg[2]
- monument Tweede Wereldoorlog (1951),[3] op de Algemene begraafplaats aan de Oudestad in Oostburg
- Eenhoorn (1952), Eenhoornplantsoen, Oostburg
- twee beeldengroepen (1956), Langevielebrug, Middelburg
- drie sporters (1960), bronzen gevelreliëf aan de Bachensteene (voormalige gymzaal), Middelburg